# NGC 1397
NGC 1397 је спирална галаксија у сазвежђу Еридан која се налази на NGC листи објеката дубоког неба.
Деклинација објекта је - 4° 40' 11" а ректасцензија 3h 39m 47,1s. Привидна величина (магнитуда) објекта NGC 1397 износи 13,7 а фотографска магнитуда 14,6. NGC 1397 је још познат и под ознакама MCG -1-10-17, PGC 13485.